# Anita Traversi
Anita Traversi, född 25 juli 1937 i Giubiasco, Ticino, död 25 september 1991 i Bellinzona, Ticino, var en schweizisk sångerska och skådespelerska.
År 1960 och 1964 tävlade hon för Schweiz i Eurovision Song Contest. År 1960 tävlade hon med låten "Cielo e Tarra" (Himlen och jorden) som kom på åttonde plats med fem poäng, år 1964 med låten "I Miei Pensieri" (Mina tankar) som slutade på trettonde plats med noll poäng.
Låten "I Miei Pensieri" skrevs av Sanzio Chiesa och Giovanni Pelli. Låten "Cielo E Terra" skrevs av Mario Robbiani. De båda låtarna i Eurovision Song Contest sjöngs på italienska. Hon deltog två gånger i Eurovision Song Contest och deltog i den schweiziska uttagningen till tävlingen totalt sju gånger (1956, 1960, 1961, 1963, 1964, 1967 och 1976).

## Filmografi
- 1959 – Le Cameriere